# 大洲村 (静岡県)
大洲村（おおすむら）は静岡県の中部、志太郡に属していた村である。現在の藤枝市南端、大井川と栃山川に挟まれた地域にあたる。

## 地理
- 河川：大井川、栃山川

## 歴史
- 1889年（明治22年）4月1日 - 町村制の施行により、忠兵衛新田、五平村、善左衛門村、土瑞村、弥左衛門新田、源助村が合併して発足。
- 1954年（昭和29年）3月31日 - 藤枝町（大覚寺上・大覚寺下を除く）、青島町、高洲村、稲葉村、葉梨村と合併して藤枝市が発足。同日大洲村廃止。

## 交通

### 鉄道路線
- 静岡鉄道
  - 駿遠線

現在は東海道新幹線が旧村域を通過しているが、当時は未開業。

### 道路
- 田沼街道

現在は東名高速道路が旧村域を通過し、焼津市（本村が存在した当時は相川村）との境界線上に大井川バスストップが所在するが、当時は未開通。

## 村長
- 鈴木辰次郎